# Flexiv
Unter Flexiv (auch: Flexem, Flexionselement, Flexionsmittel) versteht die Linguistik alle Möglichkeiten, mit denen die Flexion und Komparation von Wörtern ausgedrückt wird. 

## Formen der Flexive
Flexive können in unterschiedlichen Formen auftreten; dabei sind vor allem drei Möglichkeiten zu unterscheiden:
- die Flexionsaffixe (Flexionspräfixe, Flexionssuffixe/-endungen) wie etwa  -st (geh-st) im Deutschen für die 2. Person Singular bei Verben oder -s im Englischen für den Plural der Substantive (boot-s).
- den Vokalwechsel (Ablaut, Umlaut), mit dem im Deutschen manchmal der Plural der Substantive (Väter) oder im Englischen ebenfalls der Plural (feet) ausgedrückt werden.
- einfache Vokallängung wie in lateinisch casus (der Fall), woraus der Plural casūs entsteht.